# Heilige Familie (Nürnberg)

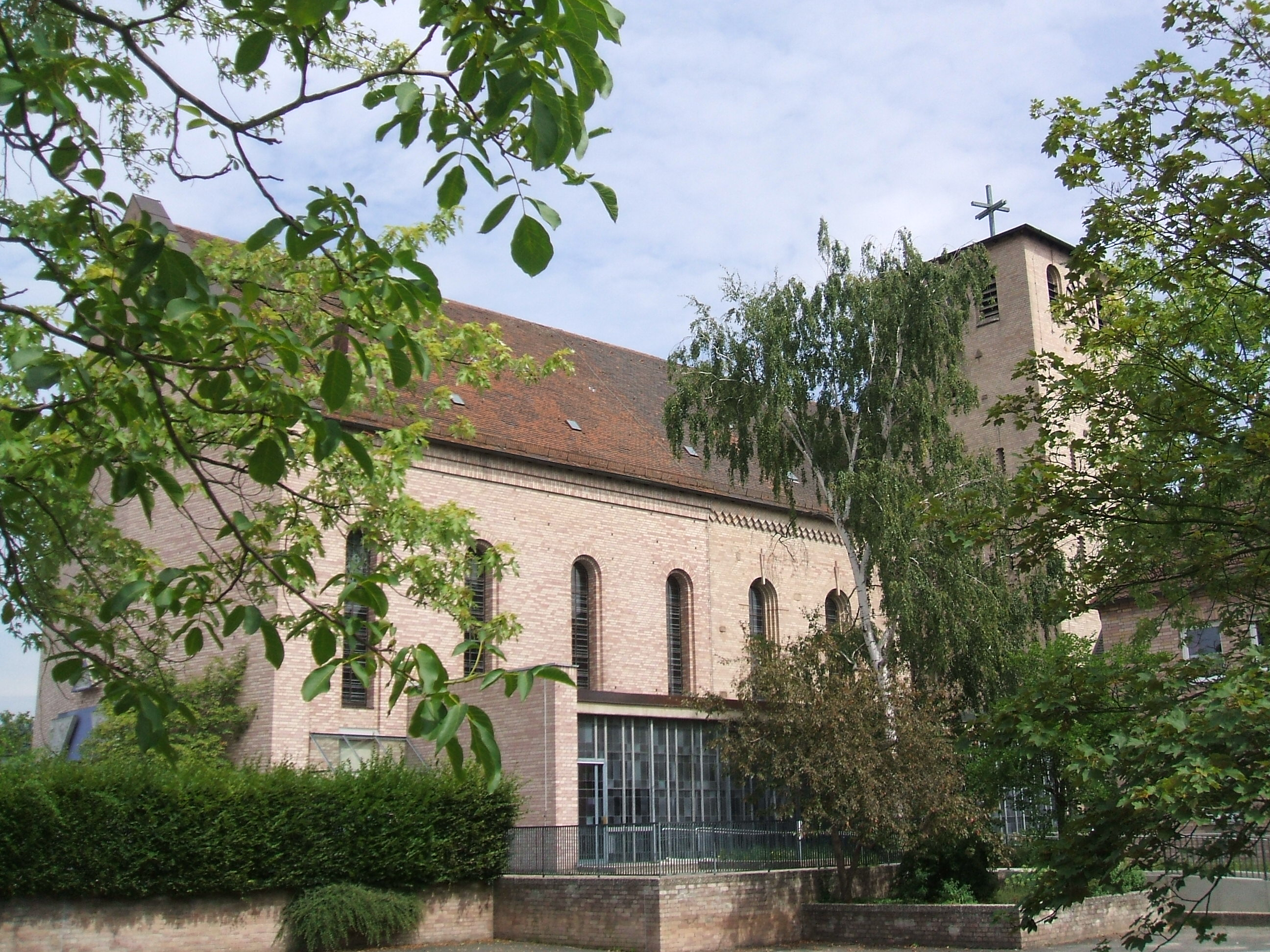
Heilige Familie (Nürnberg)

Die römisch-katholische, denkmalgeschützte Pfarrkirche Heilige Familie steht in Reichelsdorf, einem Stadtteil der kreisfreien Großstadt Nürnberg (Mittelfranken, Bayern). Das Bauwerk ist unter der Denkmalnummer D-5-64-000-407 als Baudenkmal in der Bayerischen Denkmalliste eingetragen. Die Pfarrei gehört zum
Dekanat Nürnberg-Süd des Bistums Eichstätt.

## Beschreibung
Die Grundsteinlegung für eine neuromanische Saalkirche aus unverputztem Mauerwerk, bestehend aus einem Langhaus, einem eingezogenen, dreiseitig geschlossenen Chor im Osten und einem Kirchturm an der Südwand des Langhauses nach einem Entwurf von Rolf Behringer erfolgte am 29. September 1929. Am 28. September 1930 wurde sie als St. Josefs-Kirche geweiht. In den Jahren 1967/68 wurde das Langhaus nach einem Entwurf von Peter Leonhardt umgebaut und nach Westen verlängert. Auf eine Erhöhung des Turmes verzichtet man. Da mittlerweile die Zusammenarbeit mit dem Dekanat Nürnberg, welches zum Erzbistum Bamberg gehörte, gewachsen war und des dort eine weitere ältere Pfarrei mit dem Namen St. Josef bestand, gab man der vergrößerten Kirche nunmehr den Namen „Heilige Familie“. Die vorgesehene Aufstockung des Kirchturmes ist unterblieben. In seinem Glockenstuhl hängen vier Kirchenglocken. Auf der Nordseite des Langhauses gehen die Fenster bis zum Boden. Die Werktagskirche wurde auf der Südseite eingerichtet. Der Volksaltar steht in räumlicher Nähe zur Gemeinde. In der Apsis hinter dem Altar befindet sich eine Holzplastik aus dem Jahre 1957. Die Stirnwand der rechten Seite des Langhauses wird von einem Marienbildnis geschmückt, das der Spätgotik nachempfunden ist. Ein aus Österreich stammendes Kruzifix aus dem späten 17. Jahrhundert beherrscht die südliche Wand des Langhauses. An der Westseite wurde eine Empore für die Orgel eingebaut. Die Kreuzwegstationen schmücken das Langhaus seit Februar 2011. Ein Gemeindezentrum wurde 1997/98 errichtet und von Walter Mixa eingeweiht.